# Jirōemon Kimura
Jirōemon Kimura, nato Kinjirō Miyake (木村 次郎右衛門?, Kimura Jirōemon; Kamiukawa, 19 aprile 1897 – Kyōtango, 12 giugno 2013), è stato un supercentenario giapponese vissuto 116 anni e 54 giorni, che ha conquistato, mantenendolo tuttora, il primato di uomo più longevo di tutti i tempi. Decano dell'umanità, fu l'ultimo essere umano di sesso maschile nato nel XIX secolo e ancora in vita dopo il 25 settembre 2011.
Tra le persone più longeve di tutti i tempi occupa la 28ª posizione. È stato il primo e finora unico uomo a raggiungere e superare ufficialmente l'età di 116 anni.

## Biografia
Jirōemon Kimura nacque come Kinjirō Miyake (三宅 金治郎?, Miyake Kinjirō) il 19 aprile 1897 a Kamiukawa, un piccolo villaggio di pescatori e contadini che oggi fa parte della città di Kyōtango, nella prefettura di Kyoto. Era il terzo dei sei figli di Morizo e Fusa Miyake, entrambi agricoltori. Dopo aver terminato la scuola all'età di quattordici anni, trovò impiego presso l'ufficio postale locale e vi rimase per quarantacinque anni fino al suo pensionamento nel 1962, all'età di 65 anni. Per breve tempo, nel 1920, lavorò anche in un ufficio governativo in Corea, che all'epoca era sotto il dominio giapponese.
Fece poi ritorno in Giappone e si sposò con la sua vicina, Yae Kimura (1904-1978), da cui ha avuto sette figli. Poiché la famiglia della moglie non aveva avuto alcun figlio maschio, decise di cambiare il suo nome in Jirōemon Kimura, diventando il nono membro della famiglia a portare quel nome. Dopo la pensione e la morte della moglie, avvenuta all'età di 74 anni, si dedicò all'agricoltura aiutando il figlio nella sua attività fino ai novant'anni. Quattro dei cinque fratelli di Kimura vissero per più di 90 anni, mentre un fratello minore, Tetsuo, morì centenario.
Kimura trascorse tutta la vita a Kyōtango e negli ultimi anni era in casa con la vedova del figlio maggiore, Eiko Kimura, e con la vedova di uno dei suoi nipoti che lo hanno assistito fino alla morte. Non aveva avuto malattie gravi, ma trascorreva la maggior parte del suo tempo a letto. Era sempre stato una persona morigerata e disciplinata, oltre che attiva e molto attenta alla salute. Aveva l'abitudine di svegliarsi presto al mattino e leggere i giornali con l'aiuto di una lente di ingrandimento. Si divertiva a parlare con gli ospiti e seguiva in diretta i dibattiti parlamentari in televisione. Secondo lui, la chiave per una vita lunga e sana consisteva nel consumare poco cibo e in piccole porzioni.
In una dichiarazione rilasciata nel suo 114º compleanno nel 2011, Kimura disse d'essere sopravvissuto al terremoto di magnitudo 7,6 che nel 1927 colpì Kyoto uccidendo più di tremila persone. Sia in occasione del suo 115º compleanno, il 19 aprile 2012, sia per il Keirō no hi, la "festa degli anziani" celebrata il 17 settembre 2012, erano stati distribuiti ai media dei brevi video che testimoniavano come Kimura, sebbene si muovesse con l'ausilio di una sedia a rotelle, fosse ancora in buona salute sia fisica sia mentale, conservando una grande lucidità e un ottimo umore. In entrambi i casi non esitò persino a ringraziare gli intervistatori usando la lingua inglese.
Nell'ottobre 2012 a Kimura venne consegnato un certificato da parte di Craig Glenday, caporedattore del Guinness dei primati, a seguito dell'inserimento del supercentenario anche nell'edizione 2013 del libro dei record, venendo così riconosciuto per il secondo anno consecutivo come l'uomo più anziano del mondo. Nel dicembre 2012 fu ricoverato in ospedale in seguito a un malore, ma le sue condizioni apparvero comunque buone e non destarono preoccupazioni.
Il 17 dicembre 2012, in seguito alla morte di Dina Manfredini, Kimura ereditò il titolo di decano dell'umanità, cioè di persona più longeva del mondo, mentre il 28 dicembre 2012, superando l'età di Christian Mortensen, divenne, con i suoi 115 anni e 253 giorni, l'uomo più longevo della storia di cui si abbiano fonti documentate (primato che mantiene ancora oggi dopo la morte). Il nipote Tamotsu Kimura affermò in un'intervista che l'esatta data di nascita di Jirōemon Kimura sarebbe in realtà il 19 marzo 1897, quindi di un mese in anticipo rispetto a quella nota. Questa discrepanza sarebbe dovuta a un errore di stampa avvenuto nel 1955, in occasione della raccolta dei documenti provenienti dai vari paesi che andavano unendosi in città più grandi. Al momento non ci sono conferme ufficiali sulla veridicità di questa dichiarazione.
Kimura godeva della stima e dell'affetto della sua città, Kyōtango, e il sindaco, Yasushi Nakayama, si era congratulato con lui sulla pagina Facebook della città con queste parole: «Il signor Kimura è il grande orgoglio della nostra città e a lui va tutto il nostro rispetto; è un esempio per tutti i cittadini e uno sprone a fare di Kyŏtango un centro di longevità e salute». In occasione dello storico traguardo del 116º compleanno, Kimura aveva ricevuto numerosi auguri, tra cui anche un video messaggio ufficiale da Shinzō Abe, primo ministro del Giappone.
Dalle foto diffuse alla stampa le sue condizioni erano apparse molto peggiorate dal dicembre 2012 e, sebbene conservasse ancora lucidità, aveva subito un declino fisico piuttosto importante. Ricoverato nell'ospedale della sua città nel maggio 2013 a causa di una polmonite, morì il 12 giugno 2013 all'età di 116 anni e 54 giorni per cause naturali. Gli sopravvivono cinque figli (dei sette avuti), quattordici nipoti (su quindici), venticinque bisnipoti e tredici trisnipoti. Nel corso della sua lunghissima esistenza Kimura ha visto avvicendarsi quattro imperatori, da Meiji a Akihito, e ben 61 primi ministri, da Matsukata Masayoshi a Shinzō Abe, 96 governi e due guerre mondiali.

## Traguardi di longevità
- Il 16 ottobre 2007, Jirōemon Kimura all'età di 110 anni e 180 giorni, viene convalidato come supercentenario dal Gerontology Research Group e aggiunto alla lista delle persone viventi più longeve per il Guinness World Records.
- Il 19 giugno 2009, all'età di 112 anni e 61 giorni, in seguito alla scomparsa di Tomoji Tanabe, diventa l'uomo più anziano del Giappone.
- Il 25 settembre 2011, all'età di 114 anni e 159 giorni, in seguito alla morte di Horacio Celi Mendoza, diventa l'uomo più anziano verificato nel mondo.
- Il 26 ottobre 2011, all'età di 114 anni e 190 giorni, superando Yukichi Chuganji, diventa l'uomo più longevo mai nato in Giappone.
- Il 2 dicembre 2011, all'età di 114 anni e 227 giorni, alla morte di Chiyono Hasegawa, diventa la persona vivente più anziana dell'Asia.
- Il 23 settembre 2012, all'età di 115 anni e 157 giorni, superando Emiliano Mercado del Toro, diventa il secondo uomo più longevo di sempre e l'uomo più vecchio vissuto in tre secoli diversi.
- Il 17 dicembre 2012, all'età di 115 anni e 242 giorni, in seguito alla scomparsa di Dina Manfredini, diventa la persona più anziana del mondo.
- Il 28 dicembre 2012, all'età di 115 anni e 253 giorni, superando Christian Mortensen, diventa l'uomo più longevo di sempre.
- Il 12 gennaio 2013, all'età di 115 anni e 268 giorni, in seguito alla morte di Koto Ōkubo, diventa l'ultima persona vivente nata nell'anno 1897.
- Il 4 marzo 2013, all'età di 115 anni e 319 giorni, raggiungendo la supercentenaria statunitense Maggie Barnes, diventa la 9ª persona più longeva di sempre.
- Il 19 aprile 2013 compie 116 anni ed è il primo uomo al mondo a raggiungere tale traguardo di longevità.
- Il 23 maggio 2013, all'età di 116 anni e 34 giorni, in seguito alla morte di James Sisnett, diventa l'ultimo uomo vivente nato nel XIX secolo.
- Il 12 giugno 2013 si spegne, all'età di 116 anni e 54 giorni.